# Phi 1.618
Pour plus de détails, voir Fiche technique et Distribution.
Phi 1.618 est un film d'animation canadien et bulgare réalisé par Theodore Ushev et sorti en 2022,.

## Fiche technique
Sauf indication contraire, les informations mentionnées dans cette section peuvent être confirmées par les bases de données cinématographiques IMDb et Allociné,  présentes dans la section « Liens externes ».
- Titre original : Phi 1.618
- Réalisation : Theodore Ushev
- Scénario : Vladislav Todorov
- Musique : Nikola Gruev et Kotarashki
- Décors :
- Costumes :
- Photographie : Emil Christov
- Son :
- Montage : Victoria Radoslavova
- Production : Orlin Ruevski, Vladislav Todorov et Theodore Ushev
- Société de production : Peripeteia Films
- Société de distribution : Vues du Québec Distribution
- Pays de production :  Canada et  Bulgarie
- Langue originale : bulgare
- Format : Animation
- Durée : 95 minutes
- Dates de sortie :
  - Bulgarie : 8 octobre 2022
  - Canada : 13 octobre 2022
  - France : 9 juillet 2025

## Distribution
- Martina Apostolova : Gargara
- Irmena Chichikova
- Deyan Donkov
- Ivaylo Dimchev
- Vasil Duev
- Nikolay Stanoev
- Gerasim Georgiev